# قوت القلوب (كاتبة)
قوت القلوب الدمرداشية (1892 - 1968)، كاتبة مصرية باللغة الفرنسية. هاجرت لأوروبا وماتت هناك.

## النشأة والمسيرة
ولدت في القاهرة وهي ابنة الشيخ عبد الرحيم الدمرداش مؤسس الطريقة الدمرداشية. ونشرت أول رواية لها في 1937 بعنوان «مصادفة الفكر» باللغة الفرنسية وصدر عن دار المعارف في مصر. وفي نفس السنة، نشرت رواية «حريم» عن دار غاليمار. ونشرت مجلة الهلال في عدد ديسمبر 1949 ملخصا باللغة العربية لروايتها «زنوبة» ثم نشرت روايات أخرى هي «ليلة القدر» و«رمزة..ابنة الحريم» و«حفناوي الرائع». وأقامت صالونا أدبيا كان يجتمع فيه عدة كتاب من بينهم الشاعران كامل الشناوي وعبدالرحمن الخميسي. وتوفيت في 1968 في غراتس بالنمسا.

## أعمالها
- مصادفة الفكر، دار المعارف، مصر، 1937 Au hasard de la pensée
- حريم، دار غاليمار، 1937 Harem
- ثلاث حكايات حول الحب والموت، منشورات كوريّا، 1940 Trois contes de l'Amour et de la Mort
- زنوبة، 1947 Zanouba
- الصندوق الهندوسي، دار غاليمار، 1951 Le coffret hindou
- ليلة القدر، دار غاليمار، 1954 La nuit de la Destinée
- رمزة..ابنة الحريم، دار غاليمار، 1958 Ramza
- حفناوي الرائع، دار غاليمار، 1961 Hefnaoui le Magnifique

## وصلات خارجية
- رسالة ماجستير عن "الرواية رمزة ابنة الحريم لقوت القلوب الدمرداشية (دراسة تحليلية اجتماعية أدبية)  فاطمة نعمة الله، كلية الآداب والعلوم الثقافية، جامعة سونان كاليجاكا الإسلامية الحكومية، جوكجارتا، أندونيسيا، أغسطس 2013

## بيبليوغرافيا
- نساء من الشرق الأوسط، ناصر الدين النشاشيبي
- عرفت هؤلاء، السيد أبو النجا
- مقال «حريم السيدة قوت القلوب الدمرداشية» من ص. 63 إلى 70 من كتاب ألفه طه حسين، مطبعة المعارف، 1945
- مصر ولع فرنسي، روبير سولييه